# 3561 Devine
3561 Devine este un asteroid din centura principală, descoperit pe 18 aprilie 1983 de Norman Thomas.